# Denemarken op het Eurovisiesongfestival 2014

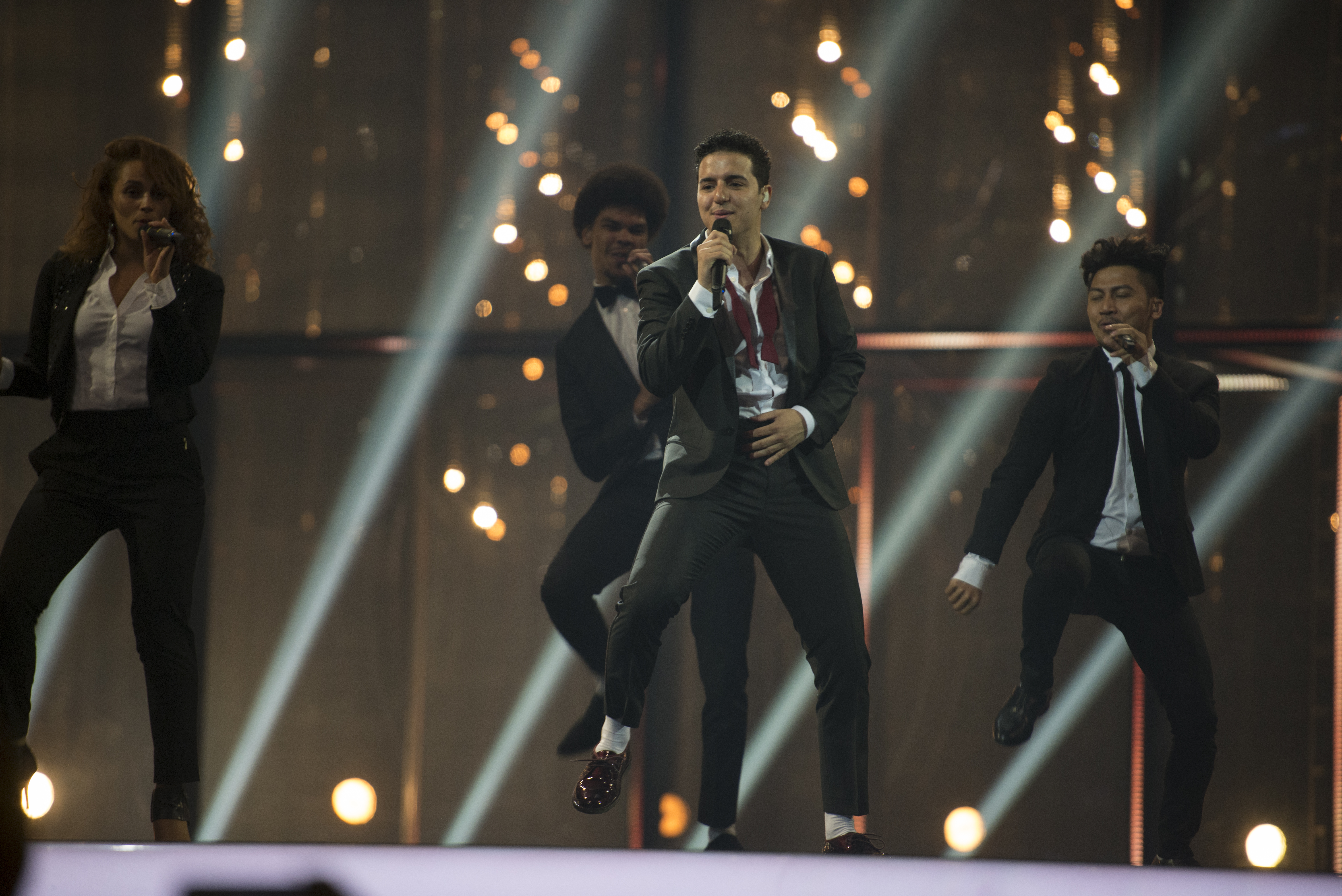
Basim eindigde namens gastland Denemarken op de negende plek in Kopenhagen

Denemarken nam deel aan het Eurovisiesongfestival 2014, dat na de Deense overwinning van 2013 gehouden werd in eigen land, in hoofdstad Kopenhagen. Het was de 43ste deelname van het land op het Eurovisiesongfestival. DR was verantwoordelijk voor de Deense bijdrage voor de editie van 2014.

## Selectieprocedure
Net zoals de voorbije jaren werd de Deense vertegenwoordiger voor het Eurovisiesongfestival ook dit jaar weer gekozen via de Dansk Melodi Grand Prix. Het format bleef ongewijzigd ten opzichte van 2013. Tot 7 oktober 2013 kregen artiesten de kans om een lied in te zenden, waarna een vakjury onder alle kandidaten zes tickets uitdeelde. Daarnaast nodigde de Deense openbare omroep zelf ook vier artiesten uit voor deelname. In totaal ontving DR 872 inzendingen, ruim 180 meer dan in 2013 en het hoogste aantal in de geschiedenis van de nationale voorronde.
De Dansk Melodi Grand Prix vond plaats op zaterdag 8 maart in Arena Fyn in Odense. De laatste keer dat de Dansk Melodi Grand Prix neerstreek in Odense was in 1993. De show werd gepresenteerd door Jacob Riising en - net als in 2012 en in 2013 - door Louise Wolff. Van de tien deelnemers gingen er drie door naar de superfinale, waarin zowel een vakjury als de televoters mochten bepalen wie het gastland van het Eurovisiesongfestival 2014 zou mogen vertegenwoordigen. De vakjury bestond uit Jørgen de Mylius, Camille Jones, Søs Fenger, Lars Pedersen en Mich Hedin Hansen. Uiteindelijk kreeg Basim zowel van de vakjury als van de televoters het maximum van de punten. Hij mocht aldus met Cliche love song aantreden in Kopenhagen.

## Dansk Melodi Grand Prix 2014
| Volgorde | Artiest                            | Lied                 |
| -------- | ---------------------------------- | -------------------- |
| 1        | Bryan Rice                         | I choose u           |
| 2        | Rebekka Thornbech                  | Your lies            |
| 3        | SONNY                              | Feeling the you      |
| 4        | Danni Elmo                         | She's the one        |
| 5        | Emilie Moldow                      | Vi finder hjem       |
| 6        | GlamboyP                           | Right by your side   |
| 7        | Nadia Malm                         | Before you forget me |
| 8        | Basim                              | Cliche love song     |
| 9        | Anna David                         | It hurts             |
| 10       | Michael Rune feat. Natascha Bessez | Wanna be loved       |

Superfinale
| Plaats | Artiest                            | Lied             | Jury | Publiek | Totaal |
| ------ | ---------------------------------- | ---------------- | ---- | ------- | ------ |
| 1      | Basim                              | Cliche love song | 15   | 15      | 30     |
| 2      | Michael Rune feat. Natascha Bessez | Wanna be loved   | 8    | 7       | 15     |
| 3      | Rebekka Thornbech                  | Your lies        | 7    | 8       | 15     |

## In Kopenhagen
Als gastland hoefde Denemarken niet deel te nemen aan de halve finales, en mocht het automatisch aantreden in de finale, op zaterdag 10 mei 2014. Wel stemde het land mee in de eerste halve finale, op dinsdag 6 mei 2014. In de finale trad Basim als 23ste van 26 acts aan, net na Firelight uit Malta en gevolgd door The Common Linnets uit Nederland. Aan het einde van de puntentelling stond Denemarken op de negende plaats, met 74 punten.

## Punten

### Punten gegeven aan Denemarken
| 12 punten  | 10 punten  | 8 punten                                                 | 7 punten | 6 punten                                                  |
| ---------- | ---------- | -------------------------------------------------------- | -------- | --------------------------------------------------------- |
|            |            | - Duitsland - IJsland - Zweden                           |          | - België - Finland - Polen - Slovenië                     |
| 5 punten   | 4 punten   | 3 punten                                                 | 2 punten | 1 punt                                                    |
| - Portugal | - Roemenië | - Frankrijk - Spanje - Zwitserland - Verenigd Koninkrijk |          | - Armenië - Litouwen - Noorwegen - San Marino - Nederland |

| Jury punten finale               | Jury punten finale | Jury punten finale                   | Jury punten finale            | Jury punten finale    |
| 12 punten                        | 10 punten          | 8 punten                             | 7 punten                      | 6 punten              |
| -------------------------------- | ------------------ | ------------------------------------ | ----------------------------- | --------------------- |
| - Duitsland - IJsland - Roemenië |                    |                                      | - Zweden                      | - Finland - Frankrijk |
| 5 punten                         | 4 punten           | 3 punten                             | 2 punten                      | 1 punt                |
| - België - Litouwen              | - Zwitserland      | - Noord-Macedonië - Polen - Slovenië | - Armenië - Italië - Portugal | - San Marino          |

| Televoting punten finale | Televoting punten finale | Televoting punten finale | Televoting punten finale                   | Televoting punten finale |
| 12 punten                | 10 punten                | 8 punten                 | 7 punten                                   | 6 punten                 |
| ------------------------ | ------------------------ | ------------------------ | ------------------------------------------ | ------------------------ |
|                          |                          |                          | - Zweden                                   | - IJsland - Noorwegen    |
| 5 punten                 | 4 punten                 | 3 punten                 | 2 punten                                   | 1 punt                   |
| - Verenigd Koninkrijk    | - Slovenië - Spanje      |                          | - Finland - Ierland - Nederland - Portugal | - Duitsland - Polen      |

### Punten gegeven door Denemarken

#### Eerste halve finale
Punten gegeven door Denemarken in de eerste halve finale
| Punten    | Land      |
| --------- | --------- |
| 12 punten | Nederland |
| 10 punten | Zweden    |
| 8 punten  | IJsland   |
| 7 punten  | Oekraïne  |
| 6 punten  | Hongarije |
| 5 punten  | Armenië   |
| 4 punten  | Rusland   |
| 3 punten  | Portugal  |
| 2 punten  | Albanië   |
| 1 punt    | Letland   |

| Uitsplitsing jury/televoting | Uitsplitsing jury/televoting | Uitsplitsing jury/televoting | Uitsplitsing jury/televoting | Uitsplitsing jury/televoting | Uitsplitsing jury/televoting | Uitsplitsing jury/televoting | Uitsplitsing jury/televoting | Uitsplitsing jury/televoting | Uitsplitsing jury/televoting | Uitsplitsing jury/televoting |
| Volgorde                     | Land                         | L. Cabble                    | R. Funch                     | M. Spartalis                 | Cutfather                    | S. Bjerre                    | Juryranking                  | Televoting                   | Eindranking                  | Punten                       |
| ---------------------------- | ---------------------------- | ---------------------------- | ---------------------------- | ---------------------------- | ---------------------------- | ---------------------------- | ---------------------------- | ---------------------------- | ---------------------------- | ---------------------------- |
| 01                           | Armenië                      | 10                           | 2                            | 9                            | 2                            | 12                           | 5                            | 9                            | 6                            | 5                            |
| 02                           | Letland                      | 15                           | 7                            | 13                           | 13                           | 11                           | 14                           | 7                            | 10                           | 1                            |
| 03                           | Estland                      | 3                            | 16                           | 11                           | 11                           | 15                           | 13                           | 13                           | 13                           |                              |
| 04                           | Zweden                       | 1                            | 1                            | 1                            | 1                            | 1                            | 1                            | 2                            | 2                            | 10                           |
| 05                           | IJsland                      | 6                            | 6                            | 12                           | 9                            | 4                            | 6                            | 4                            | 3                            | 8                            |
| 06                           | Albanië                      | 13                           | 9                            | 7                            | 15                           | 3                            | 9                            | 8                            | 9                            | 2                            |
| 07                           | Rusland                      | 4                            | 4                            | 4                            | 4                            | 7                            | 3                            | 11                           | 7                            | 4                            |
| 08                           | Azerbeidzjan                 | 12                           | 5                            | 10                           | 3                            | 8                            | 7                            | 14                           | 12                           |                              |
| 09                           | Oekraïne                     | 9                            | 12                           | 3                            | 5                            | 5                            | 4                            | 6                            | 4                            | 7                            |
| 10                           | België                       | 8                            | 13                           | 5                            | 12                           | 16                           | 12                           | 15                           | 15                           |                              |
| 11                           | Moldavië                     | 16                           | 14                           | 16                           | 14                           | 14                           | 16                           | 16                           | 16                           |                              |
| 12                           | San Marino                   | 11                           | 8                            | 14                           | 16                           | 10                           | 15                           | 12                           | 14                           |                              |
| 13                           | Portugal                     | 5                            | 11                           | 15                           | 8                            | 9                            | 10                           | 5                            | 8                            | 3                            |
| 14                           | Nederland                    | 2                            | 3                            | 2                            | 6                            | 6                            | 2                            | 1                            | 1                            | 12                           |
| 15                           | Montenegro                   | 14                           | 10                           | 8                            | 7                            | 13                           | 11                           | 10                           | 11                           |                              |
| 16                           | Hongarije                    | 7                            | 15                           | 6                            | 10                           | 2                            | 8                            | 3                            | 5                            | 6                            |

#### Finale
Punten gegeven door Denemarken in de finale
| Punten    | Land                |
| --------- | ------------------- |
| 12 punten | Zweden              |
| 10 punten | Nederland           |
| 8 punten  | Oostenrijk          |
| 7 punten  | Verenigd Koninkrijk |
| 6 punten  | Noorwegen           |
| 5 punten  | IJsland             |
| 4 punten  | Finland             |
| 3 punten  | Hongarije           |
| 2 punten  | Armenië             |
| 1 punt    | Oekraïne            |

| Uitsplitsing jury/televoting | Uitsplitsing jury/televoting | Uitsplitsing jury/televoting | Uitsplitsing jury/televoting | Uitsplitsing jury/televoting | Uitsplitsing jury/televoting | Uitsplitsing jury/televoting | Uitsplitsing jury/televoting | Uitsplitsing jury/televoting | Uitsplitsing jury/televoting | Uitsplitsing jury/televoting |
| Volgorde                     | Land                         | L. Cabble                    | R. Funch                     | M. Spartalis                 | Cutfather                    | S. Bjerre                    | Juryranking                  | Televoting                   | Eindranking                  | Punten                       |
| ---------------------------- | ---------------------------- | ---------------------------- | ---------------------------- | ---------------------------- | ---------------------------- | ---------------------------- | ---------------------------- | ---------------------------- | ---------------------------- | ---------------------------- |
| 01                           | Oekraïne                     | 14                           | 12                           | 4                            | 17                           | 7                            | 9                            | 15                           | 10                           | 1                            |
| 02                           | Wit-Rusland                  | 20                           | 21                           | 18                           | 24                           | 12                           | 21                           | 17                           | 21                           |                              |
| 03                           | Azerbeidzjan                 | 8                            | 8                            | 17                           | 6                            | 19                           | 10                           | 24                           | 19                           |                              |
| 04                           | IJsland                      | 10                           | 10                           | 24                           | 11                           | 4                            | 11                           | 4                            | 6                            | 5                            |
| 05                           | Noorwegen                    | 2                            | 6                            | 9                            | 12                           | 9                            | 6                            | 7                            | 5                            | 6                            |
| 06                           | Roemenië                     | 17                           | 19                           | 14                           | 8                            | 15                           | 14                           | 19                           | 18                           |                              |
| 07                           | Armenië                      | 13                           | 5                            | 7                            | 4                            | 20                           | 8                            | 14                           | 9                            | 2                            |
| 08                           | Montenegro                   | 25                           | 17                           | 19                           | 19                           | 14                           | 20                           | 23                           | 23                           |                              |
| 09                           | Polen                        | 15                           | 7                            | 22                           | 15                           | 25                           | 18                           | 10                           | 15                           |                              |
| 10                           | Griekenland                  | 11                           | 23                           | 16                           | 9                            | 22                           | 16                           | 11                           | 13                           |                              |
| 11                           | Oostenrijk                   | 4                            | 1                            | 2                            | 2                            | 2                            | 2                            | 3                            | 3                            | 8                            |
| 12                           | Duitsland                    | 22                           | 16                           | 8                            | 10                           | 11                           | 13                           | 13                           | 12                           |                              |
| 13                           | Zweden                       | 1                            | 2                            | 1                            | 1                            | 1                            | 1                            | 2                            | 1                            | 12                           |
| 14                           | Frankrijk                    | 9                            | 22                           | 12                           | 18                           | 21                           | 17                           | 18                           | 20                           |                              |
| 15                           | Rusland                      | 6                            | 3                            | 5                            | 7                            | 6                            | 4                            | 21                           | 11                           |                              |
| 16                           | Italië                       | 21                           | 25                           | 25                           | 22                           | 18                           | 25                           | 25                           | 25                           |                              |
| 17                           | Slovenië                     | 16                           | 24                           | 15                           | 23                           | 23                           | 23                           | 20                           | 22                           |                              |
| 18                           | Finland                      | 7                            | 13                           | 6                            | 16                           | 5                            | 7                            | 8                            | 7                            | 4                            |
| 19                           | Spanje                       | 18                           | 18                           | 20                           | 13                           | 17                           | 19                           | 12                           | 16                           |                              |
| 20                           | Zwitserland                  | 23                           | 15                           | 21                           | 25                           | 16                           | 22                           | 6                            | 14                           |                              |
| 21                           | Hongarije                    | 12                           | 20                           | 10                           | 14                           | 8                            | 12                           | 9                            | 8                            | 3                            |
| 22                           | Malta                        | 19                           | 14                           | 11                           | 20                           | 13                           | 15                           | 16                           | 17                           |                              |
| 23                           | Denemarken                   |                              |                              |                              |                              |                              |                              |                              |                              |                              |
| 24                           | Nederland                    | 3                            | 4                            | 3                            | 3                            | 10                           | 3                            | 1                            | 2                            | 10                           |
| 25                           | San Marino                   | 24                           | 9                            | 23                           | 21                           | 24                           | 24                           | 22                           | 24                           |                              |
| 26                           | Verenigd Koninkrijk          | 5                            | 11                           | 13                           | 5                            | 3                            | 5                            | 5                            | 4                            | 7                            |

1957 · 1958 · 1959 · 1960 · 1961 · 1962 · 1963 · 1964 · 1965 · 1966 · 1967-1977 · 1978 · 1979 · 1980 · 1981 · 1982 · 1983 · 1984 · 1985 · 1986 · 1987 · 1988 · 1989 · 1990 · 1991 · 1992 · 1993 · 1994 · 1995 · 1996 · 1997 · 1998 · 1999 · 2000 · 2001 · 2002 · 2003 · 2004 · 2005 · 2006 · 2007 · 2008 · 2009 · 2010 · 2011 · 2012 · 2013 · 2014 · 2015 · 2016 · 2017 · 2018 · 2019 · 2020 · 2021 · 2022 · 2023 · 2024 · 2025
Albanië · Armenië · Azerbeidzjan · België · Denemarken · Duitsland · Estland · Finland · Frankrijk · Georgië · Griekenland · Hongarije · Ierland · IJsland · Israël · Italië · Letland · Litouwen · Macedonië · Malta · Moldavië · Montenegro · Nederland · Noorwegen · Oekraïne · Oostenrijk · Polen · Portugal · Roemenië · Rusland · San Marino · Slovenië · Spanje · Verenigd Koninkrijk · Wit-Rusland · Zweden · Zwitserland